# Пламер (Минесота)
Пламер (енгл. Plummer) град је у америчкој савезној држави Минесота.

## Демографија
По попису из 2010. године број становника је 292, што је 22 (8,1%) становника више него 2000. године.
| Група             | 2000.       | 2010.       |
| Белци             | 267 (98,9%) | 272 (93,2%) |
| Афроамериканци    | 2 (0,7%)    | 0 (0,0%)    |
| Азијати           | 0 (0,0%)    | 0 (0,0%)    |
| Хиспаноамериканци | 0 (0,0%)    | 9 (3,1%)    |
| Укупно            | 270         | 292         |